# جائحة فيروس كورونا في كوبا
جائحة كوفيد-19 في كوبا هي جزء من الجائحة العالمية بمرض كورونا 2019 (كوفيد-19) الناجم عن فيروس كورونا المرتبط بالمتلازمة التنفسية الحادة الشديدة النوع 2. أكد انتشار الفيروس إلى كوبا في 11 مارس 2020 عندما ثبتت إصابة ثلاثة سائحين إيطاليين بالفيروس.

## خلفية
في 12 يناير 2020، أكدت منظمة الصحة العالمية (دبليو إتش أو) أن فيروس كورونا المستجد كان سببًا لمرض تنفسي لدى مجموعة من الناس في مدينة ووهان، مقاطعة هوبي، الصين والذي أبلغ لمنظمة الصحة العالمية عنه في 31 ديسمبر 2019.
كانت نسبة الوفيات الناتجة عن الإصابة بفيروس كوفيد-19 أقل بكثير من جائحة المتلازمة التنفسية الحادة الوخيمة لعام 2003، إلا أن نسبة انتشار العدوى أعلى بكثير وبالتالي مجموع عدد القتلى.
بصفتها دولة لطالما أفادت الكوادر الطبية إلى مختلف أنحاء العالم خلال العقود الأخيرة، مثلما حصل عام 2014 عندما شجعت منظمة الصحة العالمية على إيفاد أفراد طبيين من كوبا إلى إفريقيا لمحاربة وباء فيروس الإيبولا، فقد لعبت «الأممية الطبية» لكوبا دورًا مهمًا خلال جائحة كوفيد-19. أرسلت كوبا كوادر طبية إلى أكثر مناطق لومباردي الإيطالية ثراء وتضررًا، وكذلك إلى أنغولا وعشرات الدول الكاريبية بما في ذلك سورينام. مع ذلك، فقد واجهت كوبا العديد من التحديات على المستوى المحلي. أولًا وقبل كل شيء، النظام الصحي في كوبا هش للغاية ولم يعد كما كان عليه، لذا يواجه المهنيين الصحيين العديد من التحديات مثل نقص الإمدادات الطبية وسوء الظروف الصحية وتدني الأجور. يوجد في كوبا أيضًا الكثير من السكان المسنين أكثر من أي دولة أخرى في القارة. مع الوضع بعين الاعتبار أن ربع السكان هم من المعرضين للخطر، فإن النظام الصحي الضعيف يمكن أن يؤدي إلى ارتفاع عدد القتلى خلال الوباء. بالإضافة إلى ذلك، كان الاقتصاد الكوبي غير مستقر خلال العامين الماضيين، وهو مهدد بتدهور أعمق بسبب تراجع السياحة والتحويلات النقدية. نتيجة لذلك، بدأت الحكومة بإضفاء الطابع المركزي على عملية صنع القرار الاقتصادي، من أجل تجنب أزمة اقتصادية أعمق مثل الأزمة التي عانت منها البلاد بعد نهاية الحرب الباردة.

## الجدول الزمني

### مارس 2020
في 11 مارس 2020، سُجلت أول ثلاث حالات إصابة في كوبا. كان المرضى سائحون من إيطاليا. هذا وقد مكثوا بالحجر في معهد بيدرو كوري للطب الاستوائي في العاصمة هافانا
حثّت الحكومة المواطنين على صنع أقنعتهم الخاصة، في حين توجهت صناعة النسيج لتصنيعهم. نُصح الناس بحمل عدة أقنعة قماشية معهم، اعتمادًا على عدد الساعات التي يخططون لقضائها في الأماكن العامة.
في 12 مارس 2020، سُجلت حالة إصابة رابعة. هذه الحالة لمواطن كوبي كانت قد وصلت زوجته من مدينة ميلانو الإيطالية يوم 24 فبراير حيث بدأت تظهر عليها الأعراض يوم 27 فبراير. أما الزوج فبدأت تظهر عليه الأعراض بحلول يوم 8 مارس. وعليه اتضح إصابة الزوج بفيروس كورونا المستجد بعد خضوعهما للاختبار. في حين كانت نتيجة الزوجة سالبة في الاختبار بعد شفائها منه.
في 16 مارس 2020، أذنت السلطات الكوبية لسفينة الرحلات السياحية إم إس بريمار التي كانت تحمل على متنها 1,000 شخصًا من ركاب وطاقم الإذن حتى ترسو في كوبا بعدما رفضت الباهاماس إعطائها الإذان للرسو. اتضح إصابة ما لا يقل عن خمسة ركاب كانوا على متن هذه السفينة بفيروس كورونا المستجد (كوفيد-19). تمكن المواطنون البريطانيون الذين كانوا على متن السفينة من العودة إلى المملكة المتحدة جوًا بعدما توصلت الحكومتين لاتفاق لإجلاء هؤلاء الرعايا
في 17 مارس 2020، شهد عدد حالات الإصابة المؤكدة ارتفاعًا لتصبح 7 حالات.
في 18 مارس 2020، ارتفع عدد حالات الإصابة المؤكدة في البلاد إلى 10 حالات، وإعلان أول حالة وفاة لمواطن إيطالي يبلغ من العمر 61 عامًا. وقد كان هذا المريض من بين أول ثلاث حالات إصابة مؤكدة.
في 19 مارس 2020، ارتفعت حصيلة حالات الإصابات إلى 16 حالة
في 20 مارس 2020، ارتفع عدد حالات الإصابات المؤكدة إلى 21. وقد أُعلن أن كوبا ستقيد دخول السكان اعتبارًا من 24 مارس. يمكن فقط للمقيمين الكوبيين الدخول، أي إذا لم يتواجدوا خارج كوبا لأكثر من 24 شهرًا؛ وكذلك الأجانب المقيمين في الجزيرة.
في 22 مارس 2020، رفعت وزارة الصحة العامة (إم آي إن إس إيه بّي) في كوبا عدد حالات الإصابات بفيروس كورونا في الجزيرة إلى 35 لكنها كانت تراقب أكثر من 950 حالة مشتبه فيها، وذلك فقًا للمعلومات التي نشرتها وكالة الدولة على موقعها على الإنترنت.
في 23 مارس 2020، رفعت السلطات في كوبا عدد حالات الإصابات بفيروس كورونا إلى 48.
في 24 مارس 2020، أغلقت الحكومة الكوبية جميع المدارس حتى 20 أبريل على الأقل.
كان يتعين على الزائرين الذين وصلوا بين 17 و23 مارس الخضوع للفحوصات للكشف عن الإصابة بالفيروس.
حتى 30 مارس 2020، بلغ عدد حالات الإصابات المؤكدة بفيروس كورونا 170، مع 4 وفيات.

### أبريل 2020
اعتبارا من منتصف الليل في 1 أبريل، علقت كوبا وصول جميع الرحلات الدولية.
في 4 أبريل 2020، رفعت السلطات في كوبا عدد حالات الإصابات بفيروس كورونا إلى 288.
حتى 15 أبريل 2020، كان هناك 755 حالة إصابة بفيروس كورونا في كوبا، وكان قد أجري 18856 اختبار حتى هذا التاريخ.

### مايو 2020
حتى 12 مايو 2020، انخفضت الحالات الجديدة إلى أقل من 20 حالة في اليوم، وبدأ برنامج الاختبار الشامل.
حتى 30 مايو 2020، مثلت مدينة هافانا أكثر بقليل من نصف إجمالي الحالات المؤكدة.